# Івановка (Аккайинський район)
Іва́новка (каз. Иванов) — село у складі Аккайинського району Північноказахстанської області Казахстану. Адміністративний центр Івановського сільського округу.
Населення — 642 особи (2021; 975 у 2009, 1385 у 1999, 1382 у 1989).
Національний склад станом на 1989 рік:
- росіяни — 44 %
- українці — 27 %
- казахи — 20 %.